# Aschau im Zillertal
Aschau im Zillertal je obec v Rakousku ve spolkové zemi Tyrolsko v okrese Schwaz. První písemná zmínka pochází z roku 1309, kdy byla známá pod svým původním názvem Aschowe (Eschenau).
Žije zde 1 613 obyvatel (1. 1. 2011).

## Politika

### Starostové
- 2003–2009 Josef Geisler (ÖVP)
- 2009–2010 Hans Peter Fankhauser
- od roku 2010 Andreas Egger

## Partnerská obec
Partnerskou obcí je Oberwil ve Švýcarsku. Motivace k partnerství sahá k těžbě dřeva a údržbě lesa, kdy byli v Oberwilu zejména v 80. letech 20. století opakovaně zaměstnáváni pracovníci z Aschau.